# Perry George Lowery

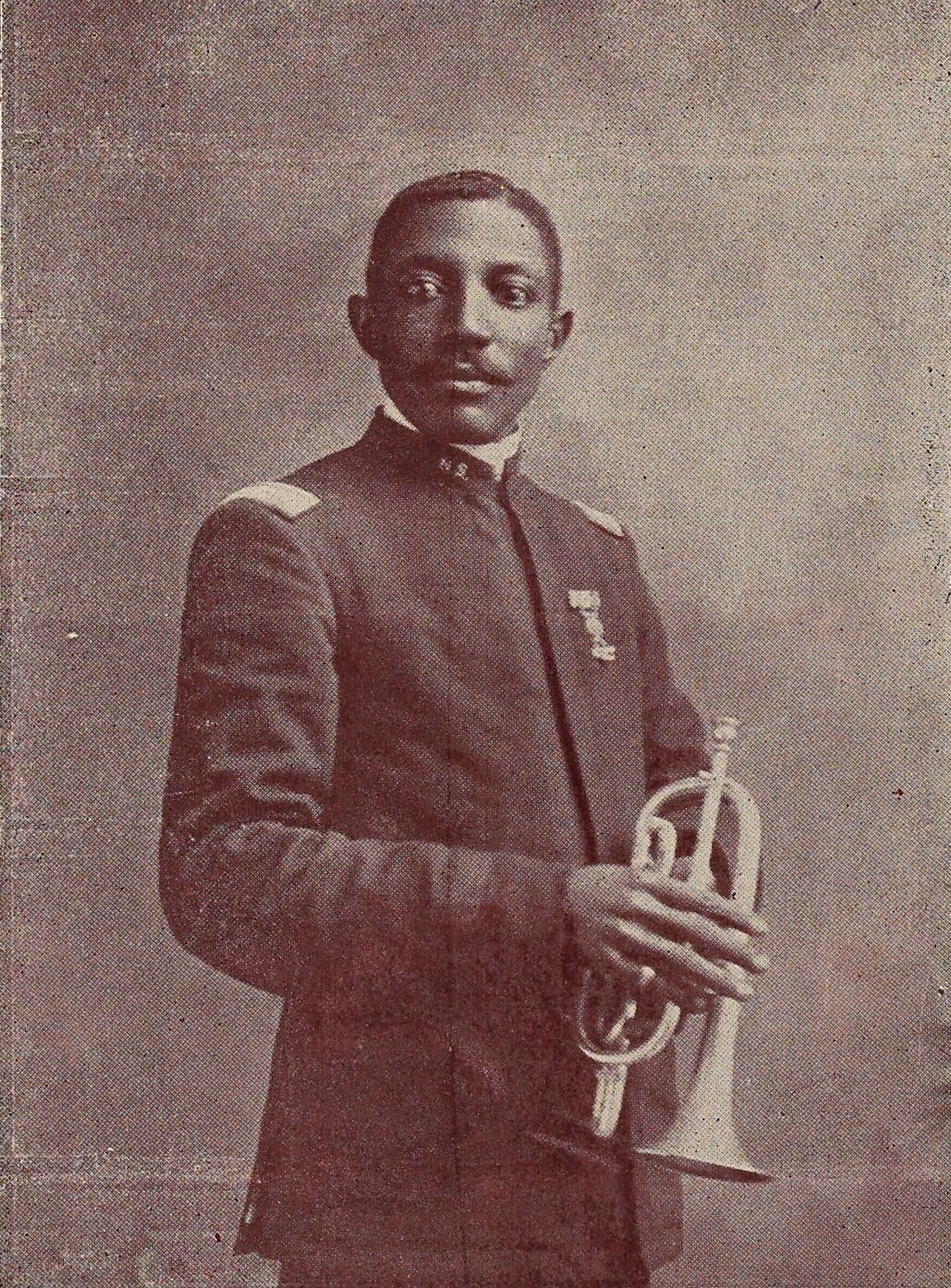
Perry George Lowery

Perry George Lowery (Topeka, 11 oktober 1869 – Cleveland, 15 december 1942) was een Amerikaans componist, dirigent, kornettist en circusmuzikant van Afro-Amerikaanse afkomst. 

## Levensloop
Lowery kwam uit een muzikaal gezin. Hij studeerde aan het Boston Conservatorium in Boston. Hij speelde als kornettist in de "W. I. Swain’s Original Nashville Students' Colored Comedy Company" en leidde circusorkesten in kleine steden, omdat Afro-Amerikanen toen (nog) niet als bandleader in grote steden mochten optreden. Later kon hij in lokale en regionale harmonieorkesten spelen, waarin ook andere donkerhuidige muzikanten meewerkten. Pas in het begin van de 20e eeuw was het toegestaan, dat hij als Afro-Amerikaan een harmonieorkest kon dirigeren. Gedurende deze periode werd hij ook aangenomen als kornettist in operaorkesten van steden. Later speelde hij in de Madison Square Garden in New York en werd door verschillende recensenten van de pers als World's Greatest Colored Cornet Soloist of als Angel Gabriel's right hand man by W.C. Handy beschreven. 
In 1904 richtte hij zijn eigen "P. G. Lowery Vaudeville Company" op. 
Hij was lid van vele circusorkesten en reisde tussen 1880 en het begin van de Tweede Wereldoorlog te eerst door de Noordelijke staten, het Middenwesten en het Westen van de Verenigde Staten en later van de West naar de Oostkust. Hij was leider van het orkest van de circus Ringling Brothers, Hagenbeck - Wallace, en Barnum & Bailey van 1919 tot 1931. Zijn vriend Scott Joplin componeerde en arrangeerde voor de van Lowery gedirigeerde orkesten en ensembles. 
Als componist schreef hij werken voor zijn ensembles en orkesten, waarvan de in 1905 componeerde Prince of Decorah Galop wel de bekendste compositie is.